# Allocotocera scheria
Allocotocera scheria är en tvåvingeart som beskrevs av Chandler 2006. Allocotocera scheria ingår i släktet Allocotocera och familjen svampmyggor.
Artens utbredningsområde är Grekland. Inga underarter finns listade i Catalogue of Life.